# Physella ancillaria
Physella ancillaria är en snäckart som först beskrevs av Thomas Say 1825.  Physella ancillaria ingår i släktet Physella och familjen blåssnäckor. Inga underarter finns listade i Catalogue of Life.